# Среднє Битнє
Среднє Битнє (словен. Srednje Bitnje) — поселення в общині Крань, Горенський регіон, Словенія. Висота над рівнем моря: 382,2 м.